# SM-70
La SM-70 (Splittermine Modell 1970) était une mine antipersonnel directionnelle est-allemande développée spécifiquement pour combattre la Republikflucht (défection) à travers la frontière intérieure allemande (Grenze) en Allemagne de l'Ouest,.

## Conception
Mise en service pour la première fois en 1970, les mines étaient en forme de cône, activées par un déclencheur et montées sur des poteaux en béton le long de la ligne de clôture. Dans certains cas, elles ont été montées directement sur la clôture elle-même. Elles étaient dirigées parallèlement à la clôture et visaient à tuer ou à neutraliser quiconque tentait de grimper ou de traverser la clôture.

## Service

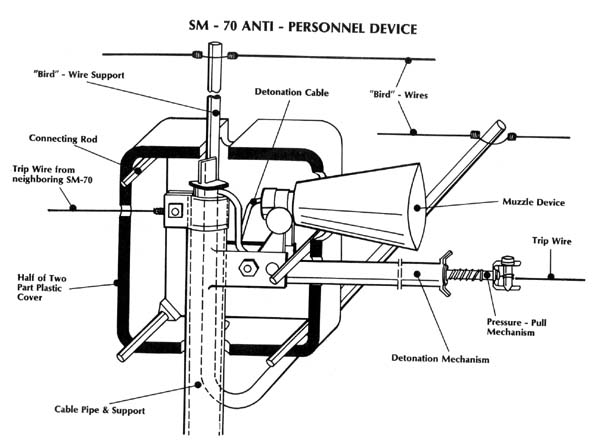
Un schéma de l'armée américaine de la SM-70

À partir de la fin de 1970, environ 60 000 SM-70 ont été installés sur 440 kilomètres de sections rurales particulièrement sujettes aux évasions de la frontière est-allemande. L'installation des mines a coûté 100 000 marks allemands par kilomètre, pour un coût total de plus de 44 millions de marks. Les mines n'ont pas été utilisées sur le mur de Berlin. Les plans initiaux prévoyaient que le SM-70 remplacera complètement les mines antipersonnel PMN enterrées le long de la frontière, mais les problèmes initiaux avec les dispositifs de tir électriques après l'exposition aux éléments ont en fait entraîné la mise en place de plus de mines PMN comme mesure provisoire. Lors de l'explosion, le SM-70 produit un cône de feu mortel à moins de 25 mètres. Un Allemand de l'Est a décrit avoir trouvé un cerf déchiqueté par un SM-70, notant qu'une zone de 5 mètres « semblait avoir été travaillée par un râteau. »
Bien que désignées au sein des gardes-frontières par la désignation G-501 de l'Armée populaire nationale, à des fins de propagande, les mines étaient appelées « dispositifs de tir automatique » (en allemand : « Selbstschussanlage ») dans les documents publics. La description cryptique a conduit le public à penser que la mine était un type de fusil de sentinelle automatisé (plutôt qu'une simple mine à déclenchement statique), une idée fausse partagée même avec les agences de renseignement occidentales. En fait, aucune technologie de ce type n'existait pendant la durée de vie de l'Allemagne de l'Est, et la mine était en fait plus similaire en termes de capacité à un pistolet à ressort surdimensionné, mais les rumeurs ont fourni un effet dissuasif psychologique supplémentaire aux candidats souhaitant passer la frontière. À partir de 1973, les mines ont été enfermées dans un boîtier en plastique pour les protéger des éléments, dissimulant davantage leur conception aux passants.
La sensibilité excessive des fils de déclenchement s'est avérée être un défi épineux tout au long de la durée de vie du SM-70. Les fils se sont révélés suffisamment sensibles pour déclencher les mines si un oiseau se reposait sur le fil, entraînant un grand nombre de détonations accidentelles au début du déploiement; cela a conduit à un «fil d'oiseau» inerte légèrement suspendu au-dessus du premier fil de déclenchement réel pour donner aux oiseaux quelque chose sur lequel se reposer sans risquer de déclencher la mine. Cela s'est révélé peu efficace, car les mines subissaient encore régulièrement des détonations involontaires dues à des vents violents, aux cerfs et autres animaux, à l'accumulation de neige et de glace, à la chute de branches d'arbres, à la prolifération de ronces et à des lancers de roche.

## Michael Gartenschläger

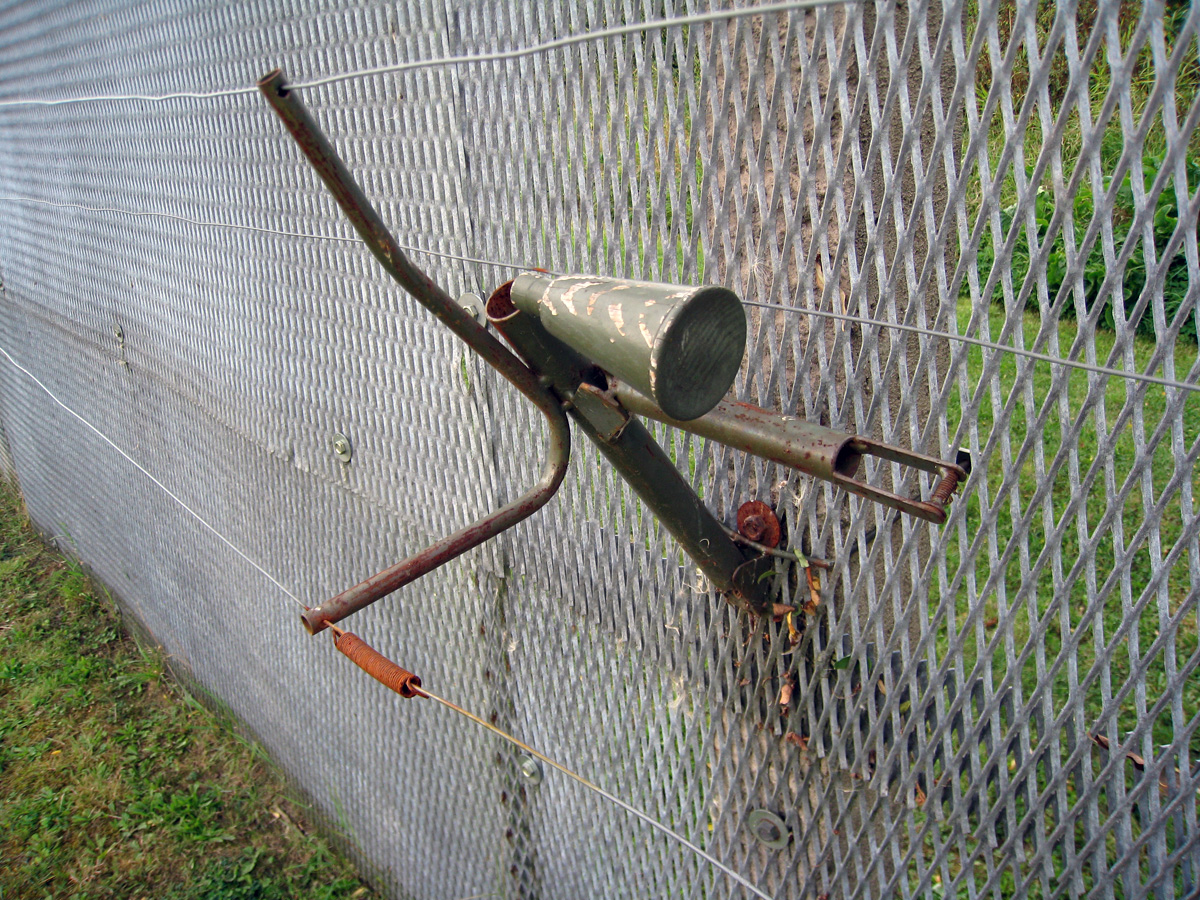
Réplique de SM-70 au Grenzhus Schlagsdorf

La véritable nature et le but du SM-70 ont finalement été déterminés après que le résident de Hambourg et ancien prisonnier politique est-allemand Michael Gartenschläger, qui avait dirigé un groupe de six transfuges lors d'une évasion réussie de l'autre côté de la frontière en 1971, ait infiltré avec succès les défenses frontalières près de Büchen le 30 mars 1976, il a démonté une SM-70 sous tension de son support et est retourné en toute sécurité pour présenter la mine aux autorités ouest-allemandes pour inspection. Contre l'avis officiel, Gartenschläger a effectué un deuxième voyage réussi dans la même section de clôture le 23 avril et a récupéré une autre SM-70. L'événement a fait la une des journaux ouest-allemands et a informé les gardes-frontières que le secteur était ciblé pour sabotage. Un groupe spécial de 29 membres a été constitué pour préparer des positions de tir dissimulées dans la zone et mettre en place une embuscade pour le coupable. Le 1er mai 1976, alors que Gartenschläger grimpait au-dessus de la clôture est-allemande pour sa troisième tentative, il a été capturé dans le faisceau d'un projecteur et soufflé de son échelle par une rafale de coups de feu automatiques.
En 2005, le garde-frontière qui l'a abattu a été acquitté de toutes les charges devant un tribunal allemand.
Après la récupération et l'analyse de la SM-70 intact en 1976, le tollé général international a mené à des protestations diplomatiques avec le gouvernement est-allemand. Lorsque la RDA affamée de devises fortes s'est approchée de l'Occident pour un relâchement des relations en échange du commerce, le seul point de blocage de la plate-forme ouest-allemande a été la suppression de la SM-70. Cela convenait également à la RDA, car Erich Honecker considérait la SM-70 comme gênant, coûteux et mauvais pour l'image de la RDA, et avait l'intention de les supprimer de toute façon (avec le reste des mines enfouies) lorsqu'il a mis en œuvre son plan pour un grille de défense frontalière entièrement « électronique » (Grenze 2000). Le plan de Honecker a finalement échoué en raison d'un manque de financement, mais la SM-70 a continué d'être retiré conformément à l'accord, remplacé par des mines PMN supplémentaires enfouies, qui sont restées en place jusqu'à la chute de l'Allemagne de l'Est en 1990.